# Orluis Aular
Aular  Sanabria est un nom espagnol. Le premier nom de famille, en général paternel, est Aular ; le second, en général maternel, souvent omis, est Sanabria.
Orluis Aular (né le 5 novembre 1996 à Nirgua) est un coureur cycliste vénézuélien.

## Biographie
En janvier 2016, Orluis Aular s'impose au sprint massif sur la première étape du Tour du Táchira, devant l'Italien Matteo Busato. Il endosse par la même occasion le premier maillot de leader
En début d'année 2017, il rejoint le club espagnol EC Cartucho.es, en compagnie de ses compatriotes Leangel Linarez et Carlos Molina. Il est ensuite recruté par l'équipe continentale bolivienne Start Vaxes, au mois de mai. Avec elle, il réalise ses débuts lors du Grand Prix de la Somme, où il se classe 13e au sprint. 
En 2019, il intègre l'équipe japonaise Matrix Powertag et récolte onze succès UCI sur les calendriers américains et asiatiques. Ses bons résultats lui permettent de rejoindre l'équipe continentale professionnelle Caja Rural-Seguros RGA en 2020,. En 2020, il défend avec succès sa victoire au classement général du Tour du Venezuela, même si la course ne figure plus au calendrier UCI cette année-là. 
En juillet 2021, il participe à la course en ligne des Jeux olympiques de Tokyo, où il est membre de l'échappée du jour. Après une saison sans victoire en 2021, il gagne en début d'année 2022 la Classica da Arrábida, ainsi que deux étapes et le classement général du Tour de l'Alentejo. En août, Aular chute lors du dernier kilomètre de la deuxième étape du Tour de Burgos. Atteint d'une fracture à un scaphoïde, il est contraint à l'abandon.

## Palmarès
- 2014
  -  Champion du Venezuela sur route juniors
  - 2e du championnat du Venezuela du contre-la-montre juniors
- 2016
  - 1re étape du Tour du Táchira
- 2018
  - 10e étape du Tour du Venezuela
- 2019
  -  Champion du Venezuela du contre-la-montre
  - 3e étape du Tour du Táchira
  - Tour de Kumano : 
    - Classement général
    - 1re étape

  - 2e et 6e étapes du Tour de Miranda
  - Tour du Venezuela
    - Classement général
    - 2e, 3e, 4e, 5e (contre-la-montre) et 6e étapes

  - 2e du Tour de Tochigi
  - 2e du championnat du Venezuela sur route
- 2020
  - Tour du Venezuela :
    - Classement général
    - 1re, 2e et 5e étapes

  - 3e du championnat du Venezuela du contre-la-montre
  - 3e du championnat du Venezuela sur route
- 2022
  -  Médaillé d'or de la course en ligne aux Jeux sud-américains
  -  Champion du Venezuela sur route
  -  Champion du Venezuela du contre-la-montre
  - Classica da Arrábida
  - Tour de l'Alentejo : 
    - Classement général
    - 1re et 4e étapes

  -  Médaillé de bronze du championnat panaméricain du contre-la-montre
- 2023
  -  Médaillé d'or de la course en ligne aux Jeux d'Amérique centrale et des Caraïbes
  -  Champion du Venezuela sur route
  -  Champion du Venezuela du contre-la-montre
  - Classica da Arrábida
  - Classement général du Tour de l'Alentejo
  - Tour de Croatie : 
    - Classement général
    - 5e étape

  -  Médaillé de bronze du contre-la-montre aux Jeux d'Amérique centrale et des Caraïbes
- 2024
  -  Champion du Venezuela du contre-la-montre
  - Grand Prix international de Torres Vedras-Trophée Joaquim-Agostinho :
    - Classement général
    - 2e étape

  - 1re étape du Tour du Limousin-Périgord-Nouvelle-Aquitaine
  - Trophée Matteotti
  - 2e du Tour du Limousin-Périgord-Nouvelle-Aquitaine
  -  Médaillé de bronze du championnat panaméricain du contre-la-montre
  - 3e du Circuit de Getxo

## Résultats sur les grands tours

### Tour d'Italie
1 participation
- 2025 : 101e

### Tour d'Espagne
1 participation
- 2023 : non partant (13e étape)

## Classements mondiaux
| Année                                 | 2015 | 2016  | 2017  | 2018  | 2019 | 2020  | 2021  | 2022 | 2023 | 2024 |
| ------------------------------------- | ---- | ----- | ----- | ----- | ---- | ----- | ----- | ---- | ---- | ---- |
| Classement mondial                    |      | 1699e | 2372e | 1914e | 171e | 1363e | 1015e | 174e | 117e | 109e |
| UCI Europe Tour                       | nc   | nc    | 1535e | nc    |      |       |       |      |      |      |
| UCI Asia Tour                         | nc   | nc    | nc    | 704e  |      |       |       |      |      |      |
| UCI America Tour                      | 377e | 262e  | nc    | 254e  | 15e  | 116e  | 144e  | 17e  | 12e  | 13e  |
|                                       |      |       |       |       |      |       |       |      |      |      |
| Légende : nc = non classéSource : UCI |      |       |       |       |      |       |       |      |      |      |